# منجبي سانجي
منجبي سانجي (الاسم العلمي:Cercocebus sanjei) (بالإنجليزية: Sanje mangabey)‏ هو نوع من الحيوانات يتبع جنس السعدان المنجبي أبيض الحواجب من فصيلة سعادين العالم القديم.